# Théodore Andrault de Langeron
Pour les autres membres de la famille, voir Andrault de Langeron.
Théodore Andrault de Langeron, né le 16 mars 1804 à Brest-Litovsk, est le fils naturel d'Alexandre Louis Andrault, comte de Langeron, feldmarschall russe, l'un des principaux adversaires de Napoléon et d'Angela Dzierżanowska. Élevé dans la plus pure tradition militaire, il suit plusieurs initiations auprès des Cosaques de la mer Noire que son père commanda jusqu'à son décès. Il est nommé président de Varsovie en 1847. Il meurt le 19 juillet 1885  à Varsovie.

## Président de Varsovie
À la fin des guerres napoléoniennes, les grandes puissances organisèrent le congrès de Vienne en 1815 afin de réorganiser l'Europe. De ce traité naquit le Royaume du Congrès, pays issu de la majeure partie du duché de Varsovie créé par Napoléon. Ce nouveau royaume était inféodé au Tsar de toutes les Russies qui portait le titre de roi de Pologne. Fort du prestige de son père, acquis notamment par ses combats contre Napoléon en Russie, et de la fortune familiale, ainsi que du soutien du vice-roi (pl) Ivan Paskevitch auprès duquel il travaillait, Théodore se présenta à la tête de Varsovie (en qualité de président, titre utilisé en Pologne pour les maires des grandes villes) où il fut nommé le 10 novembre 1847 et devint ainsi le 4e président de Varsovie depuis le congrès de Vienne.
Sous sa direction, la ville de Varsovie connut une période de renouveau artistique et politique, tout comme son père l'avait fait avant lui pour Odessa. Il quitta ses fonctions en février 1862.

## Descendance
Marié à Anna Olenina (1808-1888), connue pour sa grande beauté et objet d'hommages de la part de Pouchkine il en eut quatre enfants : Alexandrine (née en 1842, marié en 1863 à Andrzej Garbiński), Sophie-Olga (née en 1844, décédée en 1920, mariée à Nicolas Alexandre, baron de Stael von Holstein, dont elle est veuve en 1887), Fédor (Théodore) (1845) qui suit, Antonine (né en 1847, mariée à Karol August Woyde).